# ケーピーソス

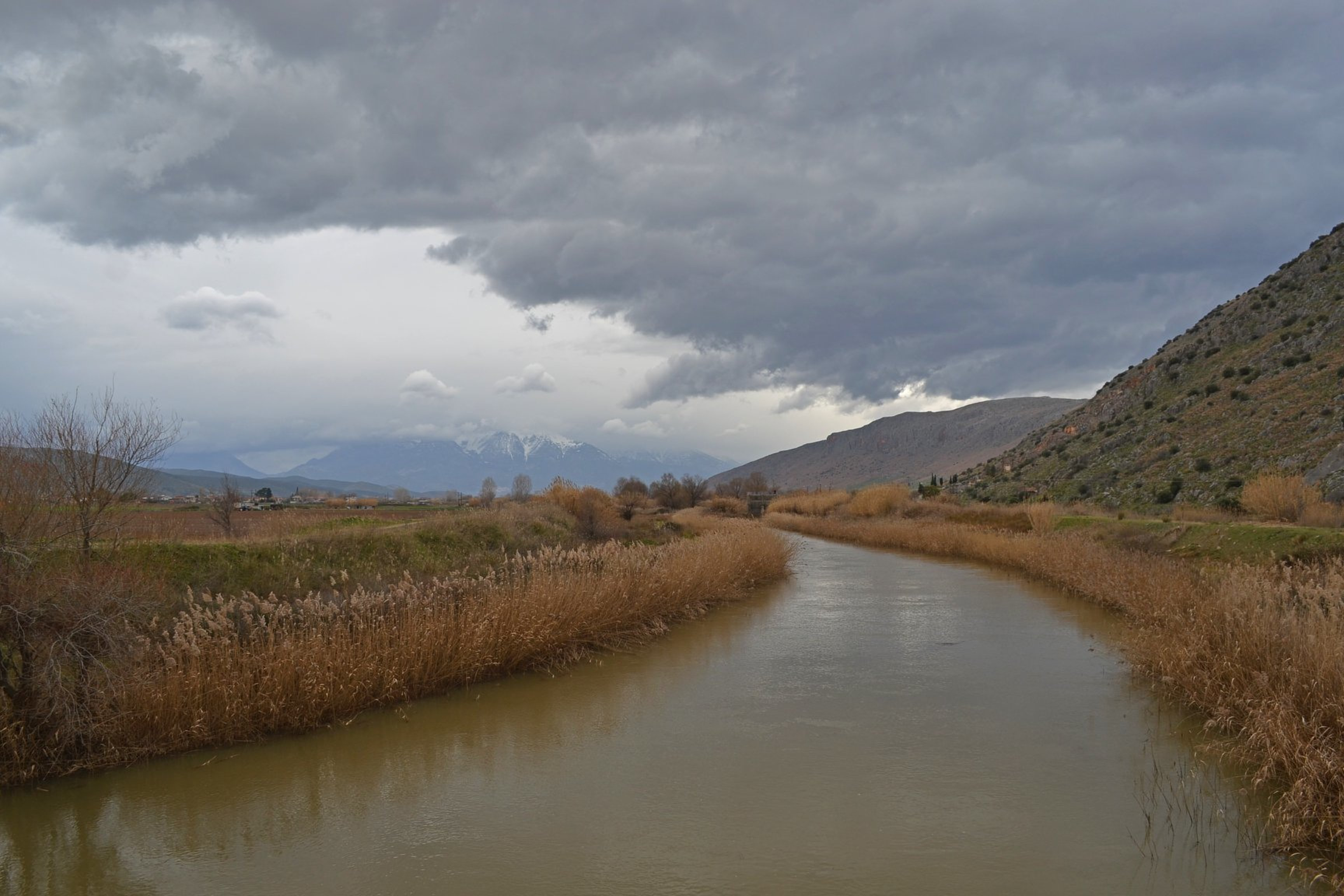
ボイオーティア地方とポーキス地方を流れるケーピーソス川（現在のキフィソス川）。

ケーピーソス（古希: Κηφισός, Kēphīsos, 英: Cephissus）は、ギリシア神話の神である。長音を省略してケピソスとも表記される。ケーピーソス川の河神で、主に、
- ボイオーティアの河神
- アルゴリスの河神
- アッティカの河神

の3人の神が知られている。以下に説明する。

## ボイオーティアの河神
このケーピーソスは、ボイオーティア地方およびポーキス地方を流れるケーピーソス川の河神である。子供にエテオクレース、ナルキッソス、娘テュイアー、ダウリス、メライナ、リライアがいる。
オルコメノスの最初の王アンドレウスとエウイッペーの子エテオクレースの本当の父親とされる。そのため一部の詩人はエテオクレースをケーピーソスにちなんでケーピーシアデスと呼んだ。エテオクレースは王位を継承すると、地方の名前をアンドレウスに、部族の名前をケーピーソスにちなんで名付けた。オウィディウスの『変身物語』によると、美男子として名高いナルキッソスはケーピーソスと水のニュムペーのレイリオペーとの子である。ケーピーソスはレイリオペーを川の流れに巻き込み、水の中に閉じ込めて、乱暴を働き、その結果ナルキッソスが生まれたという。オウィディウスはまたケーピーソスの孫（欠名）がアポローンによってアザラシに変えられた神話について言及している。
ケーピーソスはデルポイのカスタリアの泉に水を与えたと伝えられている。ポーキス地方の都市リライアにあるケーピーソスの泉（ケーピーソス川の源流）とカスタリアの泉はつながっていて、前者に供物を投じると後者の泉から浮かび上がるという。
娘のうちリライアは同名の都市に名を与えた。テュイアーは自身の名前にちなんで名づけられた土地テュイアーに聖域を持ち、ペルシア戦争の際にはデルポイ人が神託にしたがってギリシア諸都市に四方の風を祀るよう報せ、次いでテュイアーに四方の風の祭壇を設け、犠牲を捧げた。

## アルゴリスの河神

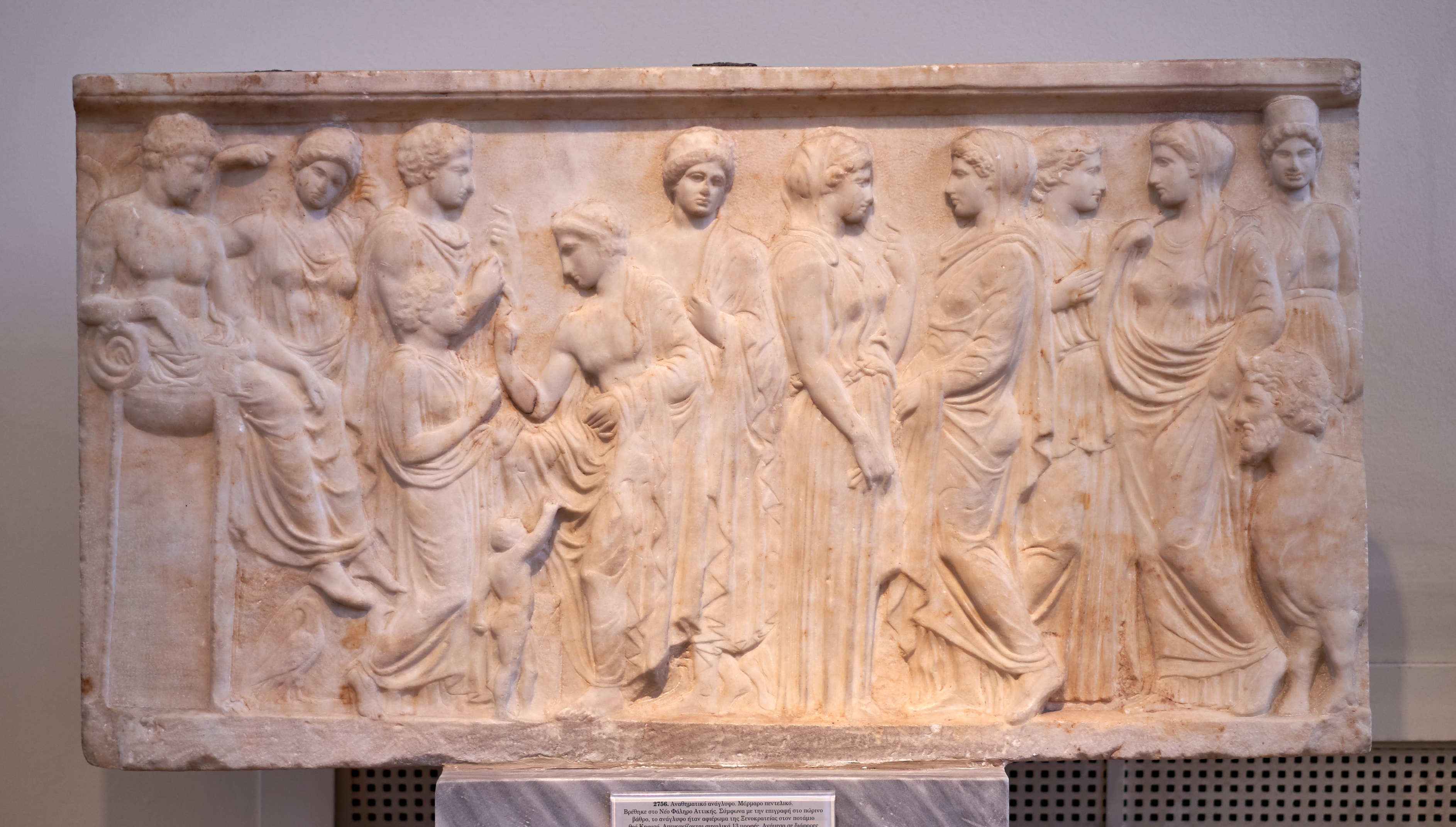
ピレウスから発見された『クセノクラテイアの浮彫』。アポローン、アケローオス、寄進者クセノクラテイアらとともに、ケーピーソスの姿が彫刻されている。アテネ国立考古学博物館所蔵。

このケーピーソスは、アルゴリス地方を流れるケーピーソス川の河神である。ヘーラーとポセイドーンがアルゴスの領有をめぐって争ったとき、同じく河神のイーナコスやアステリオーンとともに争いを裁定し、アルゴスをヘーラーのものとした。怒ったポセイドーンは川の水を干上がらせたので、雨が降らない限り川に水が流れることはなかった。ただし、アルゴス市内のアポローン・リュキオスの神域近くにケーピーソスの神域があり、その場所では地下を流れる川の水が確認できたという。

## アッティカの河神
このケーピーソスは、アッティカ地方を流れるケーピーソス川の河神である。娘ディオゲネイアの父。ディオゲネイアはプラシモスとの間にプラークシテアーを生み、プラークシテアーはアテーナイ王エレクテウスと結婚し、ケクロプス、パンドーロス、メーティオーン、プロクリス、クレウーサ、クトニアー、オーレイテュイアの母となった。